# 始康郡
始康郡，南北朝的郡。
东晋平定谯蜀，晋安帝时因关陇流民置始康郡，属益州。寄治成都县（今四川省成都市）。刘宋、萧齐时都为侨郡。南朝梁在原广汉郡境内设置始康郡，始康郡移治今四川省成都市新都区南一里。侯景之乱后，始康郡被西魏夺得，西魏废除始康郡。